# Aire d'attraction d'Issoire
L'aire d'attraction d'Issoire est un zonage d'étude défini par l'Insee pour caractériser l’influence de la commune d'Issoire sur les communes environnantes. Publiée en octobre 2020, elle se substitue à l'aire urbaine d'Issoire, qui comportait 28 communes dans le zonage de 2010.

## Définition
L'aire d'attraction d'une ville est composée d’un pôle, défini à partir de critères de population et d’emploi ainsi que d’une couronne constituée des communes dont au moins 15 % des actifs travaillent dans le pôle. Le pôle d’attraction constitue ainsi un point de convergence des déplacements domicile-travail,.

## Géographie
L’aire d'attraction d'Issoire est une aire inter-départementale qui comporte 53 communes : 47 situées dans le Puy-de-Dôme et 6 dans la Haute-Loire. 

### Carte

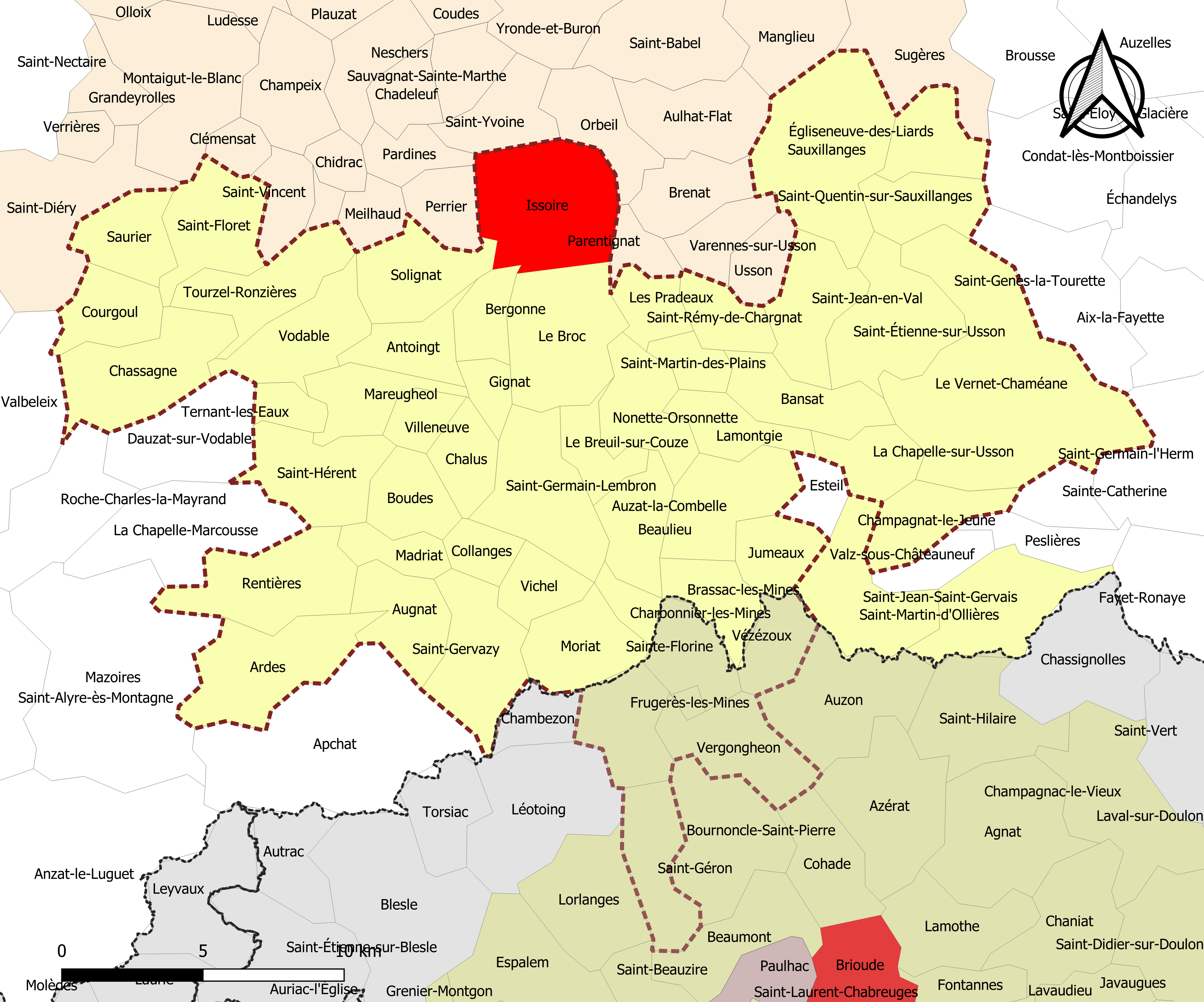
Carte de l'aire d'attraction d'Issoire.
Commune-centre
Commune de la couronne

### Composition communale
| Catégorie               | Département | Communes | Communes |
| Catégorie               | Département | Nombre   | Libellé |
| ----------------------- | ----------- | -------- | --- |
| Commune-centre          | Puy-de-Dôme | 1        | Issoire. |
| Communes de la couronne | Puy-de-Dôme | 46       | Antoingt, Ardes, Augnat, Auzat-la-Combelle, Bansat, Beaulieu, Bergonne, Boudes, Brassac-les-Mines, Le Breuil-sur-Couze, Le Broc, Chalus, Champagnat-le-Jeune, La Chapelle-sur-Usson, Charbonnier-les-Mines, Chassagne, Collanges, Courgoul, Égliseneuve-des-Liards, Gignat, Jumeaux, Lamontgie, Madriat, Mareugheol, Moriat, Nonette-Orsonnette, Les Pradeaux, Rentières, Saint-Étienne-sur-Usson, Saint-Floret, Saint-Germain-Lembron, Saint-Gervazy, Saint-Hérent, Saint-Jean-en-Val, Saint-Martin-des-Plains, Saint-Quentin-sur-Sauxillanges, Saint-Rémy-de-Chargnat, Saurier, Sauxillanges, Solignat, Ternant-les-Eaux, Tourzel-Ronzières, Le Vernet-Chaméane, Vichel, Villeneuve, Vodable. |
| Communes de la couronne | Haute-Loire | 6        | Frugerès-les-Mines, Lempdes-sur-Allagnon, Sainte-Florine, Saint-Géron, Vergongheon, Vézézoux. |

## Démographie
Cette aire est catégorisée dans les aires de moins de 50 000 habitants, une catégorie qui regroupe 12,2 % de la population au niveau national,.